# Paranthura maculosa
Paranthura maculosa is een pissebed uit de familie Paranthuridae. De wetenschappelijke naam van de soort is voor het eerst geldig gepubliceerd in 1974 door Nunomura.